# Le Démon du désert
Pour plus de détails, voir Fiche technique et Distribution.
Le Démon du désert (شيطان الصحراء, Shaytan al-Sahra) est un film égyptien réalisé par Youssef Chahine, sorti en 1954.

## Synopsis
Un jeune bédouin insouciant, Essam, se rebelle contre son souverain tyrannique, quand il se rend compte de l'injustice du roi à l'encontre de son peuple. Habile et ingénieux, il réussit à s'infiltrer auprès de lui, et à gagner sa confiance en tant que conseiller. La réussite du renversement approche, mais c'est sans compter les révélations de la bohémienne, déçue en amour par Essam, qui va prévenir le roi. Heureusement, tout finira par s'arranger.

## Fiche technique
- Titre : Le Démon du désert
- Titre original : شيطان الصحراء, Shaytan al-Sahra
- Réalisation : Youssef Chahine
- Scénario : Youssef Chahine et Hussein El-Mohandess
- Photographie : Alvise Orfanelli, Bruno Salvi
- Décor : Maher Abdel Nour, Hussein Helmy, Abdel Monem Shokry
- Montage : Sayed Bassiouni
- Pays d'origine : Égypte
- Format : Noir et blanc - 1,37:1 - Mono - 35 mm
- Genre : Aventure
- Date de sortie Egypte : 27 décembre 1954
- Date de sortie France : 21 décembre 1955

## Distribution
- Omar Sharif : Essam
- Abdel Ghani Kamar : le roi
- Mariam Fakhr Eddine : Dalal
- Lola Sedki
- Tawfik El Deken